# Syzygium samarangense
Syzygium samarangense (syn. Eugenia javanica) Es una especie de planta la familia Myrtaceae, autóctona del área que incluye las Islas mayores de la Sonda, la Península de Malasia y las Islas Andamán y Nicobar. Fue introducida en tiempos prehistóricos a una área más extensa y ahora es cultivada ampliamente en los trópicos.
En español se le llama manzana de Java, macopa en el español filipino, jalamaca, pumarosa o pomarrosa.

## Cultivo y usos
Syzygium samarangense es un árbol tropical que crece hasta 12 m de altura, con hojas perennes de 10-25 cm de largo y 5-10 cm de ancho. Las flores son de color blanco, 2.5 cm de diámetro, con cuatro pétalos y numerosos estambres. El fruto es una baya comestible en forma de campana, con colores que van del blanco, verde pálido o verde a rojo, púrpura o carmesí, morado oscuro o incluso negro, 4-6  cm de largo en las plantas silvestres. Las flores y fruta resultante pueden aparecer en casi cualquier punto de la superficie del tronco y las ramas. Cuando madura, el árbol puede producir hasta 700 frutos.

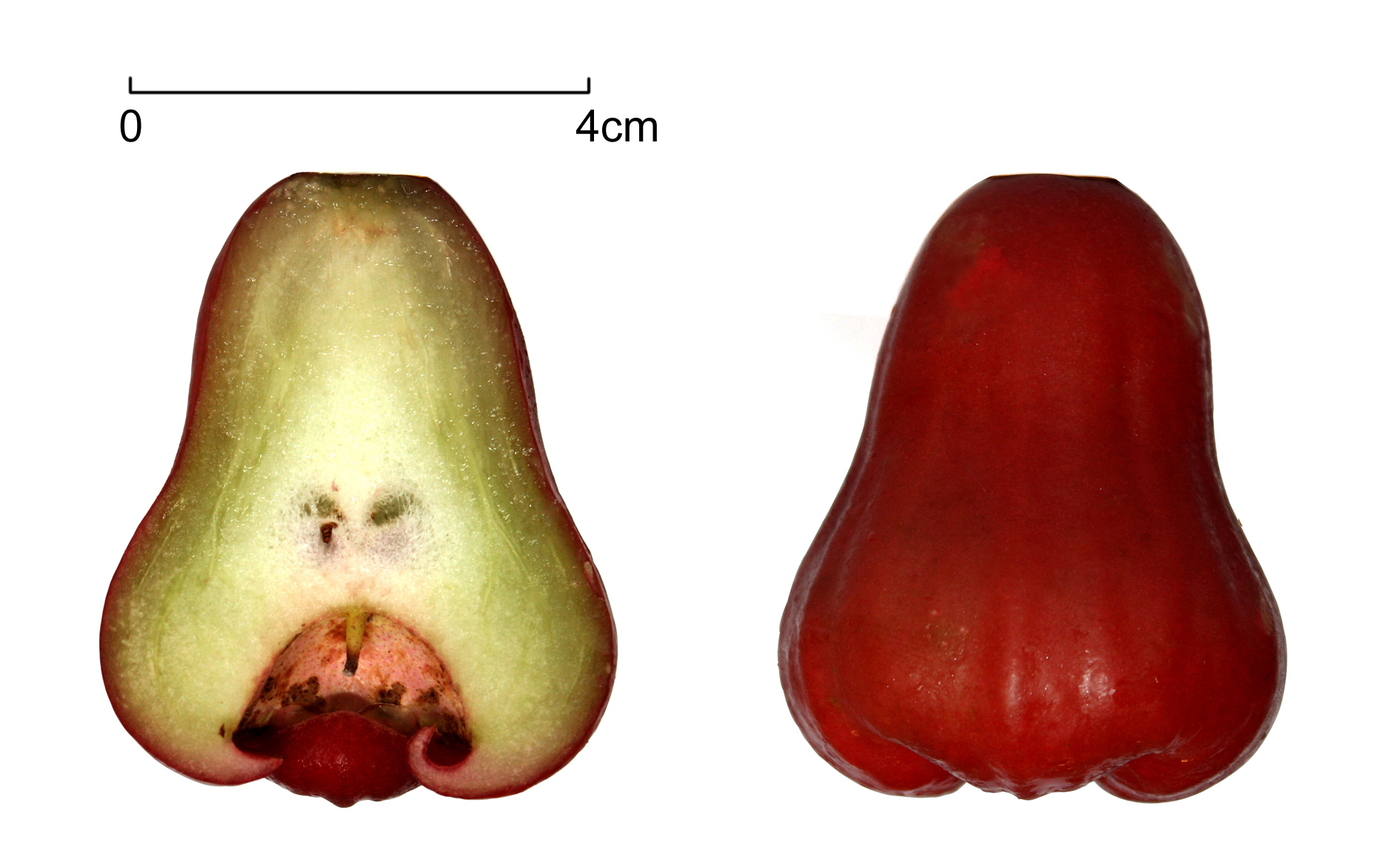
Syzygium samarangense, sección transversal de un fruto maduro.

Cuando está madura, la fruta se hinchará hacia el exterior, con una ligera concavidad en el centro de la parte inferior de la "campana". Su sabor es similar a una pera de las nieves. En el centro se hallan las semillas. El color de su jugo depende de la variedad; puede ser morado a totalmente incoloro.
Un número de cultivares con fruto de mayor tamaño han sido seleccionados. En general, mientras más pálido o más oscuro es el color, más dulce es la fruta. En el sudeste asiático, los negros son llamados "Perla Negra " o "Diamante Negro ", mientras que los muy pálidos se llaman "Perla ".
En la gastronomía de las islas del Océano Índico, la fruta se utiliza con frecuencia en ensaladas, así como ligeramente salteadas.